# Саміленко Максим Михайлович
Максим Михайлович Саміленко — український військовослужбовець, бригадний генерал Збройних сил України, учасник російсько-української війни. Лицар ордена Богдана Хмельницького III ступеня (2012).

## Життєпис
Станом на 2014 рік — командир 11-ї окремої бригади армійської авіації.
Станом на 2018 рік — начальник штабу — перший заступника командира 18-го окремого вертолітного загону.
Станом на 2020 рік — начальник армійської авіації — начальник управління армійської авіації командування підготовки Командування Сухопутних військ Збройних сил України.

## Нагороди
- ордена Богдана Хмельницького III ступеня (6 грудня 2012) — за значний особистий внесок у зміцнення обороноздатності Української держави, зразкове виконання військового обов'язку, високий професіоналізм та з нагоди Дня Збройних Сил України[6];
- орден «За мужність і відвагу» (2017) — за мужність і відвагу, самовідданість та зразкове виконання службового обов'язку Знаком народної пошани[7].

## Військові звання
- бригадний генерал (2.3.2022)[5];
- полковник (до 2.3.2022)[5].